# Isbrytaren III
Isbrytaren III var en hamnisbrytare i Göteborg. Hon byggdes 1917 av Motala Verkstads Nya AB i Motala.
Göteborgs hamn hade 1882 fått levererad sin första isbrytare, Isbrytaren och 1895 den andra, Isbrytaren II. Dessa kompletterades 1917 av en mindre isbrytare.
Isbrytaren III såldes 1955 till Rederi AB Tyr i Uddevalla och tjänstgjorde där som bogserbåt under namnet Tug. Hon såldes därefter 1959 till Firma Tankcleaning Wallin & Co i Göteborg. Hon såldes vidare till Landskrona 1983 för skrotning. 